# Periodo parlamentario 2006-2011 del Congreso de la República del Perú
El Periodo parlamentario 2006-2011 del Congreso de la República del Perú corresponde a las sesiones legislativas del congreso elegido en las elecciones generales de Perú de 2006. Se instaló el 27 de julio de 2006 y concluyó sus funciones el 26 de julio de 2011.

## Conformación
Conforme a lo dispuesto en la Constitución Política del Perú, en 2005 el presidente Alejandro Toledo convocó a elecciones generales para abril de 2006. El resultado dio la victoria a Alan García quien fue elegido presidente de la República, en tanto en el congreso la agrupación política Unión por el Perú obtuvo 45 curules de un total de 120, mientras que el gobernante Partido Aprista Peruano obtuvo 36 curules. 
| Composición del Congreso de la República (2006-2011) |

| Agrupación Política     | N.º         |
| ----------------------- | ----------- |
| Unión por el Perú       | 45          |
| Partido Aprista Peruano | 36          |
| Unidad Nacional         | 17          |
| Alianza por el Futuro   | 13          |
| Frente de Centro        | 5           |
| Perú Posible            | 2           |
| Restauración Nacional   | 2           |
| Total                   | 120 Curules |

| Composición del Congreso de la República (2006-2011 al término del período legislativo) |

| Agrupación Política          | N.º         |
| ---------------------------- | ----------- |
| Partido Aprista Peruano      | 36          |
| Partido Nacionalista Peruano | 33          |
| Unidad Nacional              | 17          |
| Alianza por el Futuro        | 13          |
| Unión por el Perú            | 12          |
| Alianza Parlamentaria        | 9           |
| Total                        | 120 Curules |

## Relaciones con el Poder Ejecutivo

### Interpelaciones a Ministros de Estado
| Fecha                    | Ministro                  | Tema                                                                 |
| ------------------------ | ------------------------- | -------------------------------------------------------------------- |
| 22 de noviembre de 2006  | Juan Valdivia Romero      | Contaminación ambiental. Caso Doe Run Perú                           |
| 2 de mayo de 2007        | Jorge del Castillo        | Designación de Alberto Pandolfi en programa sectorial                |
| 26 de septiembre de 2007 | Luis Alva Castro          | Frustrada compra de 698 patrulleros chinos para la Policía Nacional. |
| 31 de octubre de 2007    | Carlos Vallejos Sologuren | Irregularidades en el Seguro Integral de Salud (SIS)                 |
| 28 de agosto de 2008     | Verónica Zavala Lombardi  | Problemas en transporte terrestre. Accidentes en carreteras.         |
| 13 de noviembre de 2008  | Enrique Cornejo Ramírez   | Venta de terrenos del aeródromo de Collique                          |
| 25 de junio de 2009      | Yehude Simon              | Masacre de Bagua                                                     |
| 25 de junio de 2009      | Mercedes Cabanillas       | Masacre de Bagua                                                     |
| 7 de octubre de 2009     | Pedro Sánchez Gamarra     | Sobre la Ley n.º 27133                                               |
| 23 de marzo de 2010      | José Antonio Chang        | Gestión sectorial                                                    |

| \| \| Congreso de la \| \| República del Perú en 2006 \| \|                                                      |                                                           |
| |                                                           |
| Composición del Congreso luego de las elecciones generales de 2006, esta distribución ha sufrido modificaciones. |                                                           |
| 46 Unión por el Perú 36 Partido Aprista Peruano 17 Unidad Nacional 13 Alianza por el Futuro                      | 5 Frente de Centro 2 Perú Posible 2 Restauración Nacional |
| | Congreso de la                                            |
| República del Perú en 2006                                                                                       |                                                           |

## Mesas directivas

### 2006-2007
| Cargo               | Nombre                   | Partido                 |
| ------------------- | ------------------------ | ----------------------- |
| Presidencia         | Mercedes Cabanillas      | Partido Aprista Peruano |
| 1.ª Vicepresidencia | José Vega                | Unión por el Perú       |
| 2.ª Vicepresidencia | Fabiola Morales Castillo | Unidad Nacional         |
| 3.ª Vicepresidencia | Luisa María Cuculiza     | Alianza por el Futuro   |

### 2007-2008
| Cargo               | Nombre               | Partido                 |
| ------------------- | -------------------- | ----------------------- |
| Presidencia         | Luis Gonzales Posada | Partido Aprista Peruano |
| 1.ª Vicepresidencia | Aldo Estrada Choque  | Unión por el Perú       |
| 2.ª Vicepresidencia | Martha Moyano        | Alianza por el Futuro   |
| 3.ª Vicepresidencia | Carlos Torres Caro   | Independiente           |

| Cargo               | Nombre                   | Partido               |
| ------------------- | ------------------------ | --------------------- |
| Presidencia         | Javier Bedoya de Vivanco | Unidad Nacional       |
| 1.ª Vicepresidencia | Carlos Bruce             | Alianza Parlamentaria |
| 2.ª Vicepresidencia | Rafael Yamashiro         | Unidad Nacional       |
| 3.ª Vicepresidencia | Mario Peña Angulo        | Alianza Parlamentaria |

### 2008-2009
| Cargo               | Nombre                    | Partido                 |
| ------------------- | ------------------------- | ----------------------- |
| Presidencia         | Javier Velásquez Quesquén | Partido Aprista Peruano |
| 1.ª Vicepresidencia | Alejandro Aguinaga        | Alianza por el Futuro   |
| 2.ª Vicepresidencia | Álvaro Gutiérrez Cueva    | Unión por el Perú       |
| 3.ª Vicepresidencia | Fabiola Morales Castillo  | Unidad Nacional         |

| Cargo               | Nombre                        | Partido               |
| ------------------- | ----------------------------- | --------------------- |
| Presidencia         | Víctor Andrés García Belaúnde | Alianza Parlamentaria |
| 1.ª Vicepresidencia | Edgard Reymundo               | Unión por el Perú     |
| 2.ª Vicepresidencia | Guido Lombardi                | Unidad Nacional       |
| 3.ª Vicepresidencia | Rosa Venegas                  | Unión por el Perú     |

### 2009-2010
| Cargo               | Nombre                 | Partido                 |
| ------------------- | ---------------------- | ----------------------- |
| Presidencia         | Luis Alva Castro       | Partido Aprista Peruano |
| 1.ª Vicepresidencia | Cecilia Chacón         | Alianza por el Futuro   |
| 2.ª Vicepresidencia | Michael Urtecho Medina | Alianza Nacional        |
| 3.ª Vicepresidencia | Antonio León Zapata    | Bloque Popular          |

| Cargo               | Nombre              | Partido               |
| ------------------- | ------------------- | --------------------- |
| Presidencia         | Rosa Florián Cedrón | Unidad Nacional       |
| 1.ª Vicepresidencia | Yonhy Lescano       | Alianza Parlamentaria |
| 2.ª Vicepresidencia | Isaac Serna Guzmán  | Unión por el Perú     |
| 3.ª Vicepresidencia | José Saldaña Tovar  | Bloque Popular        |

### 2010-2011
| Cargo               | Nombre                 | Partido                 |
| ------------------- | ---------------------- | ----------------------- |
| Presidencia         | César Zumaeta          | Partido Aprista Peruano |
| 1.ª Vicepresidencia | Alejandro Aguinaga     | Alianza por el Futuro   |
| 2.ª Vicepresidencia | Alda Lazo Ríos         | Alianza Nacional        |
| 3.ª Vicepresidencia | Eduardo Espinoza Ramos | Unión por el Perú       |